# Péterhida
Péterhida egy község Somogy vármegyében, a Barcsi járásban.

## Fekvése
Barcstól északnyugatra, a Gyékényes–Pécs-vasútvonal mellett fekszik, néhány kilométerre a Drávától. Közigazgatási területét súrolja ugyan a Barcs-Berzence közti 6801-es út is, de központjába csak az abból Komlósdnál leágazó 68 109-es számú mellékút vezet. vasúti megállóhelye is Komlósddal közös.

## Története
Péterhida a Tibold nemzetség ősi birtoka volt, később II. Ulászló a Báthoriaknak adományozta. 1536 és 1550 az ezen családból származó Báthori András mellett a babócsai plébános is a falu földesura volt. 1660-ban az akkor Péter-hídja néven említett település Szent-György várának tartozéka volt, majd 1677-ben a Széchenyiek tulajdonába került, és egészen a 20. századig az övék is maradt.
1848 őszén egy Jelacsics hadához tartozó granicsárcsapat megtámadta a falut, de a helyi nemzetőrök és népfelkelők sikeresen visszaverték a támadást. Az első világháborúban 25, a másodikban 16 péterhidai lakos halt hősi halált.
Péterhida a Drávának és holtágainak köszönhetően ősi halásztelepülés: története során szinte mindig élt itt legalább 8–10 halász, sőt, újabb kori történetéhez hozzátartozik, hogy egy ideig a Földművelésügyi Minisztériumnak is volt itt halászati kísérleti telepe. A helyi halleves jellegzetessége az volt, hogy mindig nagy haldarabok kerültek bele. Az 1960-as évek elején azonban a Rinyát szabályozták, az Ó-Dráva elmocsarasodott, így az addig eresztőhálókat és varsákat használó halászat hanyatlani kezdett. Egyúttal az 1810-ben épült vízimalom, amely addig több környékbeli falu (köztük horvátországi falvak) őröltetését is ellátta, beszüntette tevékenységét.
Az 1950-es téeszesítésig virágzott a helyi gazdaság: a halászat mellett sokan marhát és lovat tartottak. 1956-ig több szövetkezet működött itt: a Dolgozó Nép Alkotmánya, majd a Kossuth és a Drávamenti mgtsz. A termelési eredmények azonban egyre csökkentek, hasonlóan a lakossághoz: 1960-ban 540-en, öt év múlva már csak 470-en éltek Péterhidán. A 20. század végére, 21. század elejére a népesség igen elöregedett, a fiatalok közül sokan elvándoroltak, mivel a településen kevés a munkalehetőség. Az infrastruktúra viszont jól kiépített: van korszerű vízmű, kábeltelevízió és gázvezeték is, emellett működik a faluban művelődési ház, könyvtár és falugondnoki szolgálat is. A helyi iskolát azonban, amelynek már csak alsó tagozata volt, 1979-ben be kellett zárni, a gyerekek Barcsra járnak tanulni.

## Idegen elnevezései
A bolhói horvátok Petridának, a barcsi horvátok Petricának hívták a települést.

## Közélete

### Polgármesterei
- 1990–1994: Buzási Tamás (független)[5]
- 1994–1998: Buzási Tamás (független)[6]
- 1998–2002: Buzási Tamás (független)[7]
- 2002–2006: Buzási Tamás (független)[8]
- 2006–2010: Buzási Péter Tamás (független)[9]
- 2010–2014: Gyurkáné Bihari Brigitta (Fidesz-KDNP)[10]
- 2014-2019: Káló Tímea (független)[11]
- 2019–2024: Káló Tímea (független)[12]
- 2024– : Káló Tímea (független)[1]

## Népesség
A település népességének változása:
| Lakosok száma | 162  | 165  | 147  | 156  | 146  | 149  | 139  |
|               | 2013 | 2014 | 2015 | 2021 | 2022 | 2023 | 2024 |

A 2011-es népszámlálás során a lakosok 87,5%-a magyarnak, 1,4% cigánynak, 0,7% horvátnak, 5,6% németnek mondta magát (11,8% nem nyilatkozott; a kettős identitások miatt a végösszeg nagyobb lehet 100%-nál). A vallási megoszlás a következő volt: római katolikus 67,4%, református 4,9%, felekezet nélküli 8,3% (18,8% nem nyilatkozott).
2022-ben a lakosság 90,4%-a vallotta magát magyarnak, 3,4% cigánynak, 0,7% németnek, 0,7% horvátnak, 3,4% egyéb, nem hazai nemzetiségűnek (9,6% nem nyilatkozott; a kettős identitások miatt a végösszeg nagyobb lehet 100%-nál). Vallásuk szerint 30,1% volt római katolikus, 2,7% református, 0,7% görög katolikus, 1,4% egyéb katolikus, 28,1% felekezeten kívüli (37% nem válaszolt).

## Nevezetességei
A faluban négy országos védettségű műemlék épület található: egy harangtorony, egy népi lakóház (a hozzá tartozó góréval együtt), egy kúria és egy 1810-ben épült, klasszicista stílusú vízimalom. 2017-es állapotfelmérések szerint sajnos a kúria igen romos, de a 21. század elejére szintén romossá vált vízimalmot teljesen felújították.
A település mellett egy fás legelő is található, ahol néhány óriási méretű tölgyfa is áll, valamint olyan ritka növények is előfordulnak, mint a tőzikék, a liliomfélék és az orchideafélék.

## Képek

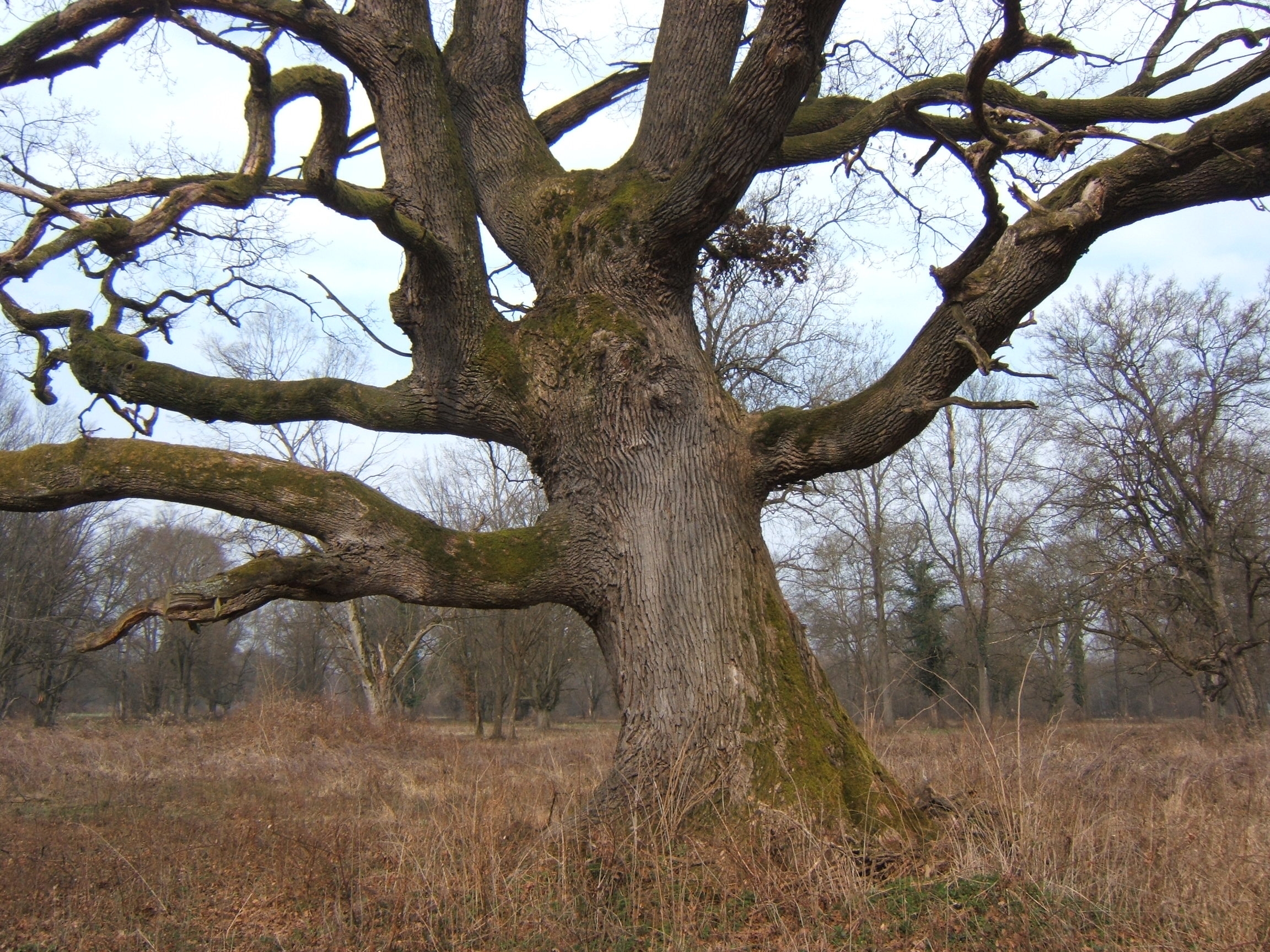
Óriási tölgyfa a fás legelőn
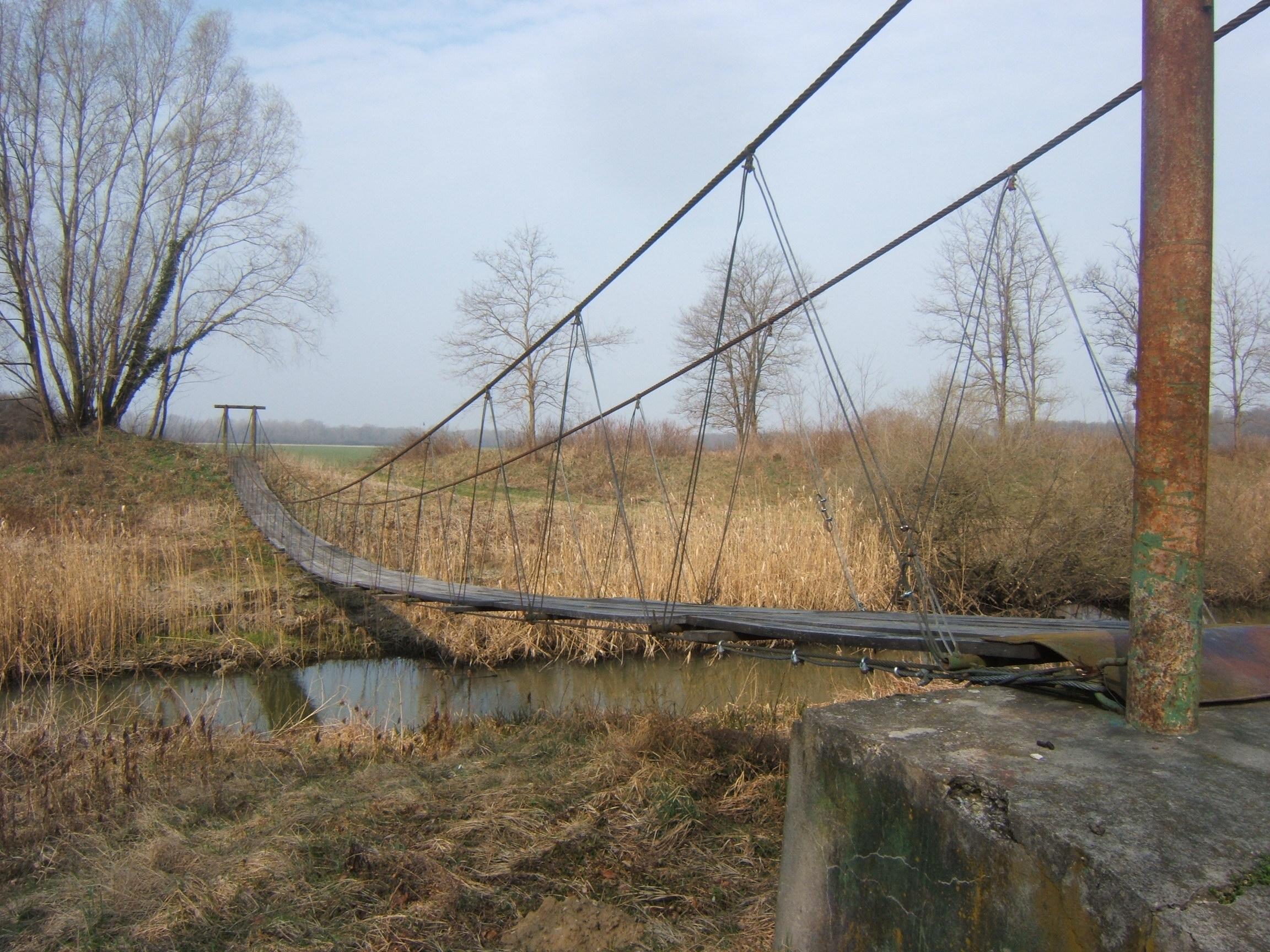
Gyaloghíd a Rinyán